# 6546 Kaye
Kaye (asteróide 6546) é um asteróide da cintura principal, a 2,8788149 UA. Possui uma excentricidade de 0,1064703 e um período orbital de 2 112,29 dias (5,79 anos).
Kaye tem uma velocidade orbital média de 16,59359011 km/s e uma inclinação de 14,42591º.
Este asteróide foi descoberto em 24 de Fevereiro de 1987 por Antonín Mrkos.